# Arriba las manos, esto es el Estado
Arriba las manos, esto es el Estado es el primer álbum de estudio de la banda de rock argentino y canción de protesta Las Manos de Filippi, lanzado en 1998. Es principalmente conocido por tener dentro de su lista de canciones clásicos como "Cutral-Co", "El himno del Cucumelo" y «Señor Cobranzas»; tema que se volvió popular gracias a la versión posterior de la banda Bersuit Vergarabat.

## Historia
Las Manos de Filippi nacen en 1992 como un proyecto de "Cabra" (Hernán de Vega) quien anteriormente había trabajado como compositor y cantante callejero años (tocando cada verano en Villa Gesell para tener dinero para las vacaciones), y Gabriel Hermano. Sus comienzos como banda de tono "delirante" fueron en lugares como el centro culturales como el Parakultural, El Dragón, El Limbo y otros lugares del under de Capital Federal. Los miembros de la banda resumían su ideología y principios como: "Organización internacional, revolucionaria contra el capital, contra los burócratas, contra la patronal, contra el Fondo Monetario Internacional", así resumen ellos mismos su actividad. En estos shows se empezaron a escuchar temas que luego serían clásicos para la banda como "El himno del Cucumelo", "La canaleta", y "Sr. Cobranzas".
En 1995 se edita el primer tema de Las Manos de Filippi: "El himno del Cucumelo", una cumbia (ritmo que en los años '90 era generalmente rechazado de cuajo por otros artistas de Rock nacional). Esta canción fue parte del compilado editado por la discográfica DBN junto a bandas como Actitud María Marta o Tintoreros. El éxito del tema fue absoluto, y se les propone grabar un disco completo de cumbia. Como respuesta nace Agrupación Mamanis, una banda paralela que no “mancharía” el nombre irónico y contestatario de Las Manos, y con el cual editarían en 1996 “Reir por no llorar”. Gracias al éxito de la canción comenzaron a ser convocados a grandes fiestas privadas; pero al escuchar "Sr. Cobranza" u otros de sus temas, eran expulsados u obligados a repetir "El himno del cucumelo" hasta el cansancio. Luego este tema sería grabado por Rodrigo, el cantante cuartetero, llevándolo a una mayor popularidad.
Tras muchas giras por todo el país y en Uruguay, dos años más tarde la banda se reforma, quedando como un trío. Así comienzan las maquetasy grabaciones para su primer disco, Arriba las manos, estos es el Estado. Firman contrato con Universal, en el cual quedan desfavorecidos económicamente por los términos del mismo. La primer tirada de 5000 copias del disco es editada en 1998 y rápidamente se evapora de las bateas.

## Lista de canciones
1. "Cutral-Co"
2. "La Selección Nacional"
3. "Mama Pepa"
4. "El himno del Cucumelo"
5. "Sr. Cobranzas"
6. "Droop"
7. "Valcesito"
8. "Presos de tu sociedad"
9. "Latino"
10. "Dewo"
11. "Ballenas"

## Alineación
- Hernán "Cabra" de Vega: Voz
- Juan Gisower: Batería
- Mosky Penner: Guitarra
- Pablo Occhiuzzo: Bajo
- Charly Bardon: Saxo
- Germán Pecho Anzoategui: Trompeta